# Ajudante de ordens

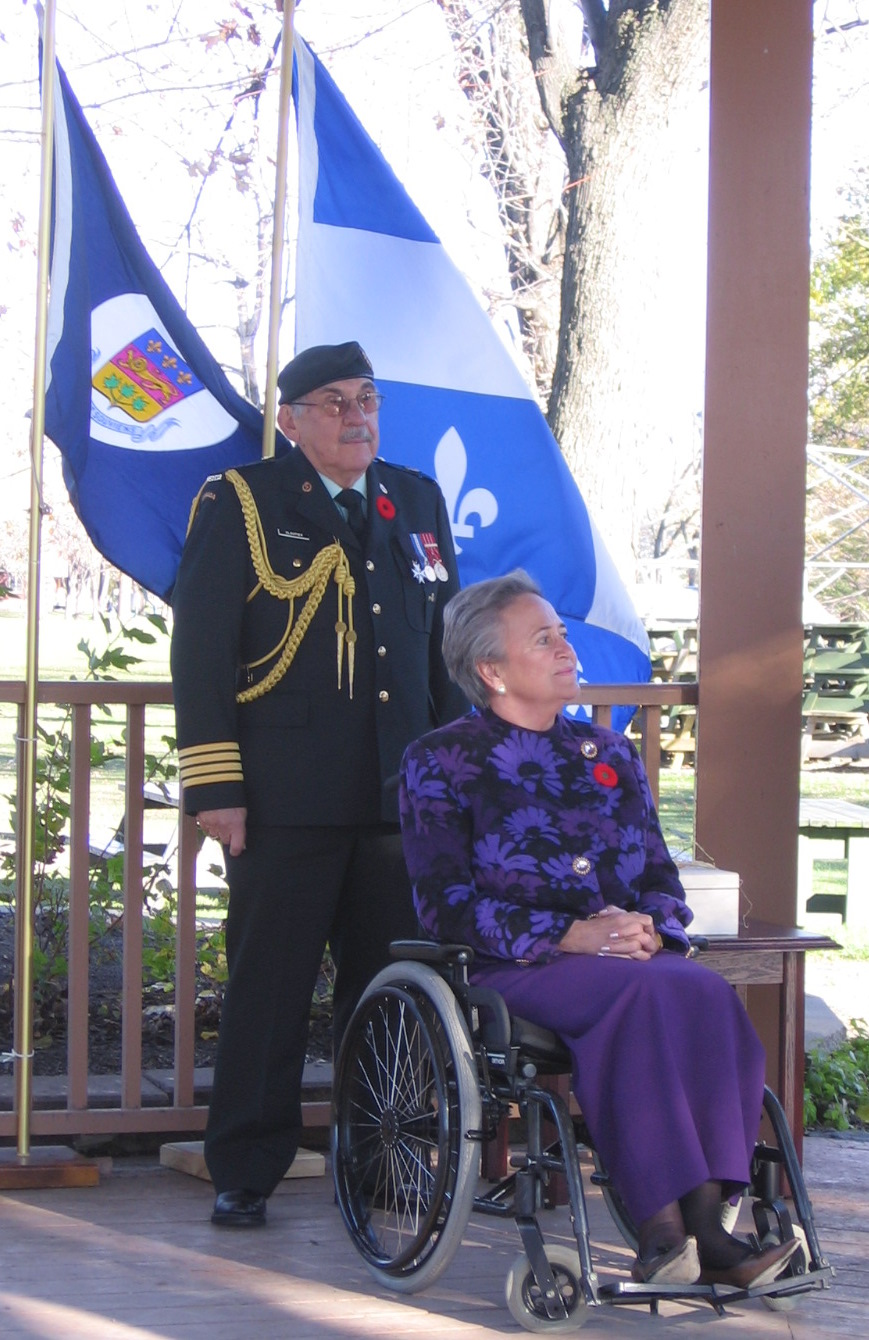
Um ajudante de ordens a serviço de Lise Thibault Tenente-Governadora do Quebec.

Um ajudante de ordens (pré-AO 1990: ajudante-de-ordens), também chamado ajudante de campo (termos de origem militar francesa com o "aide-de-camp"), é o assistente ou secretário pessoal de uma pessoa de alta posição, geralmente de um oficial militar, da polícia ou do governo, ou de um membro de uma família real, ou ainda de um Chefe de Estado.
A insígnia de um ajudante de ordens geralmente é uma agulheta — um cordão trançado em ouro ou outras cores, usado no ombro de um uniforme — e no uniforme, usam um alamares, geralmente do lado esquerdo do ombro. O fato de ser usado no ombro esquerdo ou direito é determinado pelo protocolo.
Em alguns países, ajudante de campo é considerado um título de honra, que confere as letras pós-nominais "ADC", "A.D.C." ou "A de C".

## Em Portugal
O presidente, como comandante-em-chefe das forças armadas portuguesas, é servido por três ajudantes de campo, um do Exército Português, um da Marinha Portuguesa e um da Força Aérea Portuguesa. Esses ajudantes de campo integram a Casa Militar Presidencial. Os ajudantes de campo portugueses nunca permanecem por mais de um mandato presidencial, que tem a duração de cinco anos, após o qual regressam aos respectivos ramos.

## No Reino Unido
No Reino Unido, oficiais juniores servem como ajudante de ordens para certos oficiais mais velhos. Flag Lieutenant é um equivalente na Marinha Real Britânica. Palafreneiros são equivalentes a ajudantes de ordens na Casa Real, na qual ajudantes de ordens são restritos a oficiais mais velhos com um papel primariamente honorífico.
Certos membros da família real britânica com posições militares podem ser apontados como ajudantes de ordens pessoais da Rainha Elizabeth II. São eles: o marechal de campo Príncipe Edward, Duque de Kent; o almirante Charles, Príncipe de Gales; o capitão Mark Phillips, 1st The Queen's Dragoon Guards; o capitão André, Duque de Iorque, da Marinha Real; e o contra-almirante Timothy Laurence.

## França

### História
Desde o século XVI, as equipes foram preenchidos jovens oficiais responsáveis por trazer ordens de controle (ou seja, sendo orientada batalha para mudar a direção de partida de unidades) o comandante em chefe.

#### Guerras da Revolução Francesa
Em 5 de setembro de 1790, a Assembleia Constituinte de 1789 estabelece o corpo de assessores. A função dos auxiliares é definido como segue:
- Distribuir as diferentes ordens do general;
- Acompanhar a ordem dos campos;
- Monitorar os suprimentos, habitação, etc, em geral, a administração.

Em 1790, 136 assessores foram nomeados, variando em grau de capitão a coronel.